# سعيد جريس العيسى
سعيد جُرَيس العيسى (1917 - 18 سبتمبر 1991) شاعر وإذاعي فلسطيني. ولد في قرية الجمّاسين بقرب يافا ونشأ بها. تخرج بالجامعة الأمريكية ببيروت، وأثنائها كان أمين سر جمعية العروة الوثقى. عاد لبلاده معلمًا، وشارك في الحركة الوطنية. عمل للإذاعات القدس وقبرص وعمّان وأخيرا لندن. توفي بها ودفن في عمان. له ديوانا شعر همسات الأصيل ونفحات. صدر بعد وفاته بوقت قصير ديوانه أشواق البلد البعيد. كان باحثًا وناقدًا أدبيًا، وكتب المقالة والحديث الإذاعي وقام بترجمة أدبية عن الإنجليزية ولكنه لم يجمع إنتاجه.

## سيرته
ولد سعيد بن جريس عبد الله إلياس حنا العيسى في قرية الجمّاسين بضواحي يافا في سنة 1917 أو 1916 ونشأ بها. قضى تعليمه الابتدائي فيها، والثانوية في مدينة رام الله. ثم التحق بالجامعة الأمريكية في بيروت، ودرس فيها الآداب العربية، واللغة الإنجليزية، والتاريخ الإسلامي. وأثناء دراسته في بيروت، كان أمين سر جمعية العروة الوثقى.

وبعد تخرّجه عاد إلى بلاده، عمل محاضرًا في الأدب واللغة في كلية بيرزيت، وكلية غزّة، وكليّة النهضة في القدس.

ثم دخل الإعلام، والتحق بالإذاعة 1945 معدًا للبرامج الثقافية والأدبية. انتقل بين محطات عديدة، فعمل في محطة الشرق الأدنى في قبرص، وإذاعة المملكة الأردنية الهاشمية في عمان، وبي بي سي البريطانية القسم العربي بلندن. سافر في مهمات إعلامية وإذاعية في البلاد العربيّة وأوروبا وكندا، وأمريكا الشمالية .وقد شارك في عدد من المهرجانات، واللقاءات الأدبية، والشعرية، منها مهرجان جرش للثقافة والفنون، وقد دعي إليه في بداية عام 1983، وأسهم في عدد من المؤتمرات والندوات الأدبية في مصر، والعراق، ولبنان، والمغرب.

توفي سعيد جريس العيسى في 18 سبتمبر 1991 في لندن ونقل جثمانه إلى عمان.

## شعره
ذكر في معجم البابطين عن شاعريته «قال الشعر في الكثير من الموضوعات، بما فيها تعظيم الإسلام والإشادة بمثله، وكتب قصائده في الوطنية والحنين إلى الماضي، والغزل من منظور العفة ومزج المشاعر بمشاهد الطبيعة، وكتب القصائد الإخوانية بحكم صلاته وانتقالاته الواسعة، ومن الوجهة الفنية الخالصة يأتي شعره من فيض السليقة ووحي الخاطر بعيدًا عن التصنع، مع حرص على السهولة وإحكام الشكل. يشهد إحسان عباس لشعره بخصوصية الموضوع والبناء، واتساع النظرة الإنسانية.» 

## مؤلفاته
كتب سعيد العيسى في تاريخ أدبي ونقد أدبي، وراجع كتب أدب القديم، ونشر معظم ذلك في صحف ومجلاّت مختلفة مثل مجلّة هنا لندن التي كانت تصدر عن الإذاعة بي بي سي. وكذلك ترجم روائع الأدب الإنجليزي شعراً ونثراً. وقد حالت ظروفه غير المستقرّة دون جمع شتات آِثاره كلّها في كتب مطبوعة. من مؤلفاته المجموعة في الشعر:
- همسات الأصيل: مجموعة من شعر الغربة، 1989.
- نفحات:مجموعة قصائد وجدانية وروحية، 1990.
- أشواق البلد البعيد:يشتمل على ما رسب في الحافظة وامن الضياع من شعر، صدر بعد وفاته بوقت قصير، 1991.

## وصلات خارجية
- في أرشيف المجلات